# Ligne Lérida - La Pobla de Segur
La ligne Lérida - La Pobla de Segur relie Lérida, Balaguer, Tremp et La Pobla de Segur en tant que noyau le plus important reliant la plaine de Lérida et les Pré-Pyrénées. En 1924, la section fut ouverte jusqu'à Balaguer et en 1951, elle arriva jusqu'à La Pobla. L'infrastructure appartient à FGC (l'opérateur ferroviaire de la Généralité de Catalogne) depuis 2005, qui a également pris en charge en 2016 l'exploitation avec l'achat de train spécialement pour cette ligne.
Il existe 10 liaisons quotidiennes par direction entre Lérida et Balaguer, 6 de la ligne RL1, les 4 autres liaisons sont de la ligne RL2 et poursuivent le trajet vers La Pobla de Segur. 70% du volume d'utilisateurs est concentré dans la première section. Il existe également, un service de trains touristiques sous le nom de Tren dels Llacs.
Le trajet entre Lérida et Balaguer dure 26 minutes et le trajet jusqu'à La Pobla de Segur dure 1h35.

## Histoire

### Les débuts
Le tronçon entre Lérida et La Pobla de Segur n'aurait été qu'un tronçon d'une grande ligne internationale de 850 km qui devait unir Baeza (Jaén) à la commune française de Saint-Girons, en Ariège passant par Albacete, Utiel, Teruel et Alcañiz. Pour la section catalane, la ligne Lérida - Balaguer (ouverte le 1er février 1924 et construite par l'État) aurait été utilisée et se serait étendue vers la frontière traversant les Pyrénées en passant par un tunnel sous le port de Salau.

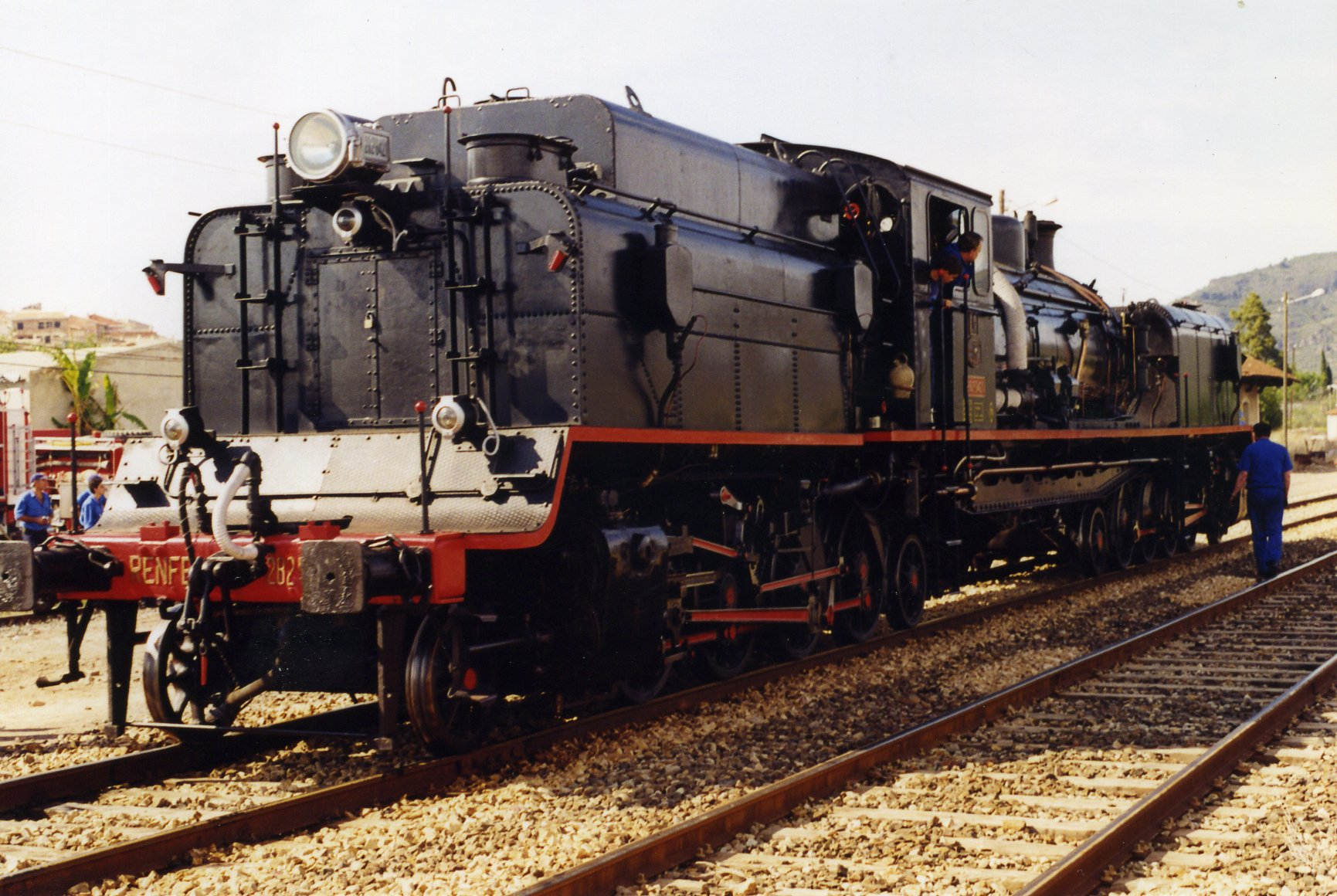
Locomotive à vapeur articulée de type Beyer - Garratt. Matricule officiel Renfe: 282F-0421. Elle effectue des voyages touristiques sur la ligne.

En 1926, pendant le régime de Primo de Rivera, le prétendu Pla de Ferrocarrils d'Urgent Construcció, connu sous le nom de Pla Guadalhorce par Rafael Benjumea y Burín, comptait sur le ministre qui l'avait promu, Guadalhorce. Ce plan prévoyait la construction de milliers de kilomètres de nouvelles lignes de chemin de fer qui devraient améliorer les communications entre Madrid, le reste de la péninsule et la France. L'avènement de la Seconde République entraîna toutefois la suspension du plan et la guerre civile qui s'ensuivit, rendirent impossible l'exécution de la plupart des grands travaux publics projetés. À cause de tout cela, la ligne Baeza - Lérida - Saint-Girons ne fut pas construite. Seulement certains tronçons non reliés ont été construits mais n’ont pas été mis en service.
Avec l'instauration de la dictature franquiste, le plan Guadalhorce a été restauré et la construction de nouvelles lignes de chemin de fer a été relancée par la nouvelle entreprise publique Renfe. Ainsi, le train arrive à Cellers en 1949, à Tremp en 1950 et à La Pobla de Segur, le 13 novembre 1951.
En 1962, sur la recommandation de la Banque mondiale, l’État espagnol a décidé d’interrompre la construction de nouvelles lignes de chemin de fer et de se concentrer sur l’amélioration de celles déjà opérationnelles. Cela signifiait que le gouvernement stoppa la construction de la ligne Baeza - Saint-Girons. Le tronçon entre Baeza et Utiel, pratiquement finalisé, a été perdu sur le tronçon sud et, au nord, l'interconnexion avec la France a été abandonnée au profit de celles de Canfranc et Puigcerdà, déjà opérationnelles. Finalement, la ligne a son terminus à La Pobla de Segur bien que le terrain était déjà prêt pour étendre la ligne jusqu'à Sort.

### Déclin et menace de fermeture
Dans les années 60 et 70, les automobiles jouissent d'une grande popularité en Espagne, de plus en plus abordables pour les économies familiales, parallèlement au dépeuplement progressif de zones rurales telles que les Pyrénées. Les transports routiers mettent les chemins de fer en arrière-plan, et les investissements du gouvernement sont concentrés sur l'expansion et l'amélioration du réseau routier et le nombre de lignes actives diminue considérablement.
Dans les années 80, le nouveau gouvernement de Felipe González donnait la priorité à l'entrée de l'Espagne dans la Communauté économique européenne. L'une des mesures prises pour obtenir l'assainissement économique nécessaire pour accéder à la CEE était d'établir un "contrat de programme" avec Renfe en 1984 qui compromettrait le système ferroviaire en rationalisant les dépenses pour continuer à être subventionnées. L'une des clauses du contrat stipule que le 1er janvier 1985, toutes les lignes considérées comme "fortement déficitaires" doivent être fermées, c'est-à-dire celles qui ne peuvent générer 23% de leurs dépenses de revenus. . En revanche, les communautés autonomes, diputació et autres entités locales pourraient éviter la fermeture des lignes qui traversent leur territoire si elles s’engageaient à supporter les coûts qu’elles engendrent.
L’une des lignes désignées comme étant à fermer était celle de Lérida - La Pobla de Segur, hypothèse immédiatement critiquée par les institutions du territoire et la Généralité de Catalogne. Les utilisateurs de la ligne ont lancé une campagne pour éviter sa fermeture sous le slogan «Nous voulons le train!». Enfin, la ligne assurera sa survie grâce à un accord entre la Renfe et les institutions catalanes (Diputació de Lleida et la Généralité), qui équivaudrait au coût d’exploitation du chemin de fer, évalué à 67,6 millions de pesetas par an, pour l'année 1985. De plus, les deux parties investiraient 120 millions de plus pour améliorer l'infrastructure ferroviaire.
À partir de ce moment, une longue bataille politique opposa le gouvernement catalan au gouvernement de l'État pour que la ligne soit transférée à la Généralité. Le principal obstacle était que le gouvernement socialiste de González, puis le parti populaire d'Aznar, demandèrent une compensation économique (environ 1 000 millions de pesetas) pour le transfert, inacceptable pour les catalans car la ligne exigeait un grand investissement économique en raison de son état de conservation épouvantable.
Enfin, le gouvernement de Rodríguez Zapatero a finalement accepté en 2004 le libre transfert de la ligne à la Généralité, qui est entré en vigueur le 1er janvier 2005. Selon les conditions de l'accord, le gouvernement catalan deviendrait propriétaire de toutes les infrastructures du point kilométrique 1.927 jusqu'à la gare de La Pobla et aurait le droit d'utiliser l'itinéraire de ce même kilomètre jusqu'à la gare de Lérida Pyrénées. Au même moment, FGC et Renfe ont signé une convention selon laquelle l'organisme d'État est chargé de gérer la ligne et de fournir du matériel mobile parce que la compagnie catalane ne disposait pas encore de ressources suffisantes.

### Transfert à la Généralité de Catalogne

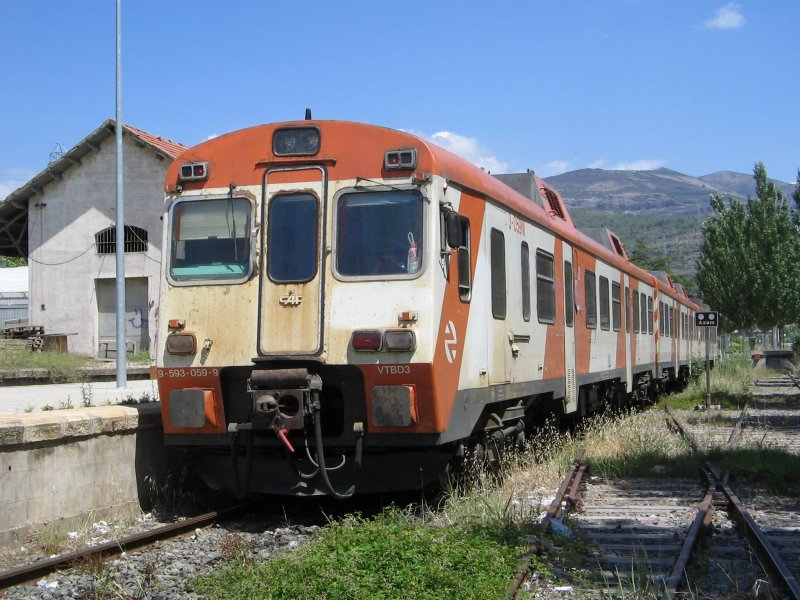
Une unité de la série 593 stationnée en gare de La Pobla, en 2004, avant la réhabilitation de la ligne.

L'une des premières mesures prises par le gouvernement catalan pour revitaliser la ligne a été de renouveler la voie entre Balaguer et La Pobla (le tronçon Balaguer - Lérida a été renouvelé avec du matériel d'occasion en 2002). Les travaux, d'un budget de 60 millions d'euros, ont débuté en juin 2005, et ont duré un an, ils ont permis de réduire le trajet entre Lérida et La Pobla de Segur en une heure et demie, environ dix minutes de moins qu’avant le remodelage. Pendant le déroulement des travaux, un autobus de substitution assurait la liaison entre la capitale de La Noguera, La Pobla et un prolongement jusqu'à Sort. La section restée ouverte a profité de la disponibilité du matériel mobile pour augmenter les fréquences entre Balaguer et Lérida, avec une bonne acceptation de la part des utilisateurs. En 2006, Renfe a remplacé une partie du matériel mobile qui circulait le long de la ligne par de nouveaux trains, ce qui a permis de conserver les nouvelles fréquences entre la capitale de la Segrià et La Noguera, bien qu'entre celui-ci et La Pobla, elles soient restées les mêmes qu'avant le transfert à la Généralité, trois trains par jour.
La ligne a vu son nombre de passagers augmenter considérablement depuis qu'elle appartient à FGC, qui a annoncé d’ailleurs son intention d’offrir un service de banlieue entre Lérida et Balaguer et de promouvoir le côté touristique de la ligne dans le tronçon Balaguer - La Pobla.
Fin 2006, la gare de Tremp a été rouverte au public. Un bar a été installé au rez-de-chaussée du bâtiment où les billets sont également vendus, selon un modèle qu'applique déjà Rodalies de Catalogne dans quelques gares de la région métropolitaine de Barcelone.
Depuis avril 2008, la ligne fait partie du système de tarification intégrée de l'ATM de Lérida, qui permet d'utiliser le même billet et de faire une correspondance librement entre le train (de Lérida à Àger, limite de la zone territoriale de l’ATM Lérida) et des différentes lignes de bus urbaines et interurbaines faisant partie du STI léridan. Pour le rendre efficace, les gares et le personnel disposent de dispositifs capables de lire des cartes sans contact .
Afin d'exploiter le versant touristique de la ligne FGC, la marque Tren dels Llacs a été créée en 2009, en référence aux différents réservoirs que le train enveloppe pendant la majeure partie du trajet.

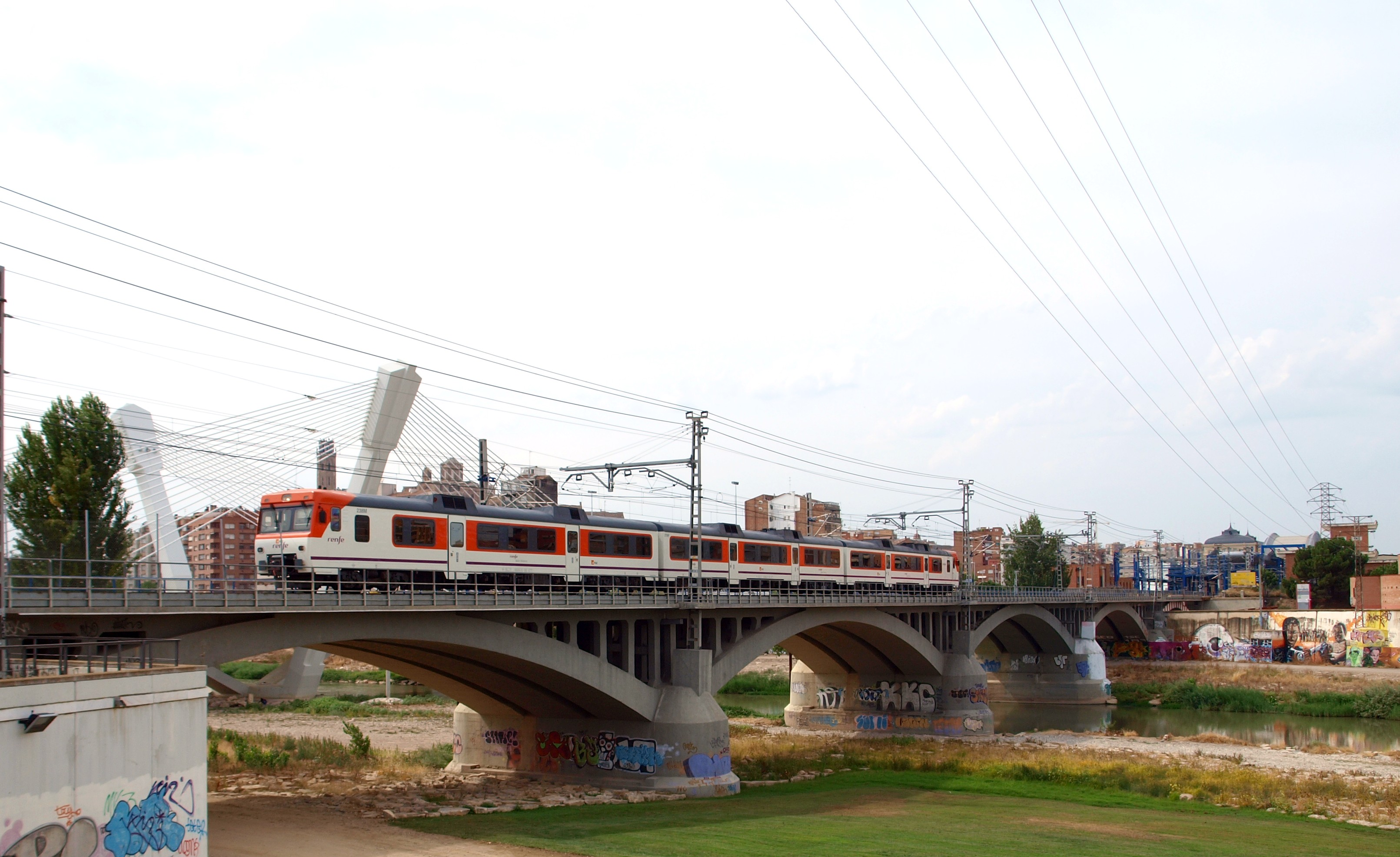
Unité de la série 592 arrivant à Lérida depuis La Pobla de Segur.

En octobre 2011, le gouvernement Mas I a annoncé que FGC cesserait de gérer la ligne et organiserait un concours pour trouver un nouvel opérateur. Cependant, FGC continuerait à être lié à la ligne en apportant son matériel mobile ainsi qu’une participation minoritaire à la société gagnante du concours.
En janvier 2012, FGC a annoncé qu'elle diviserait par deux la fréquence de passage entre Lérida et Balaguer et ne laisserait qu'un seul train pour se rendre de la capitale de La Noguera à La Pobla de Segur. Selon le gouvernement, l'occupation des trains entre Lérida et Balaguer était de 8,3% et 3,9% entre Balaguer et La Pobla, ce qui représentait une subvention de 46,9 € par passager. La société a également dénoncé les coûts élevés que Renfe a facturé au gouvernement chaque année pour l'exploitation de la ligne (3 millions d'euros) et a réaffirmé son intention de rechercher un nouveau directeur.
Les mesures annoncées ont été critiquées par les maires de la comarque du Pallars Jussà tandis que la mairie de Lérida a demandé au gouvernement d’écouter le territoire lorsqu’il applique des modifications à la gestion de la ligne. À son tour, l’Association pour la promotion du transport public a estimé que ces réductions pourraient mener à la fin de la ligne et a soutenu qu’une meilleure gestion pourrait accroître la rentabilité économique et sociale.
Des utilisateurs de la ligne ont également manifesté leur rejet sur les réseaux sociaux et ont demandé instamment de retrouver l’esprit des manifestations de 1984 afin d’éviter une éventuelle fermeture de la ligne,.

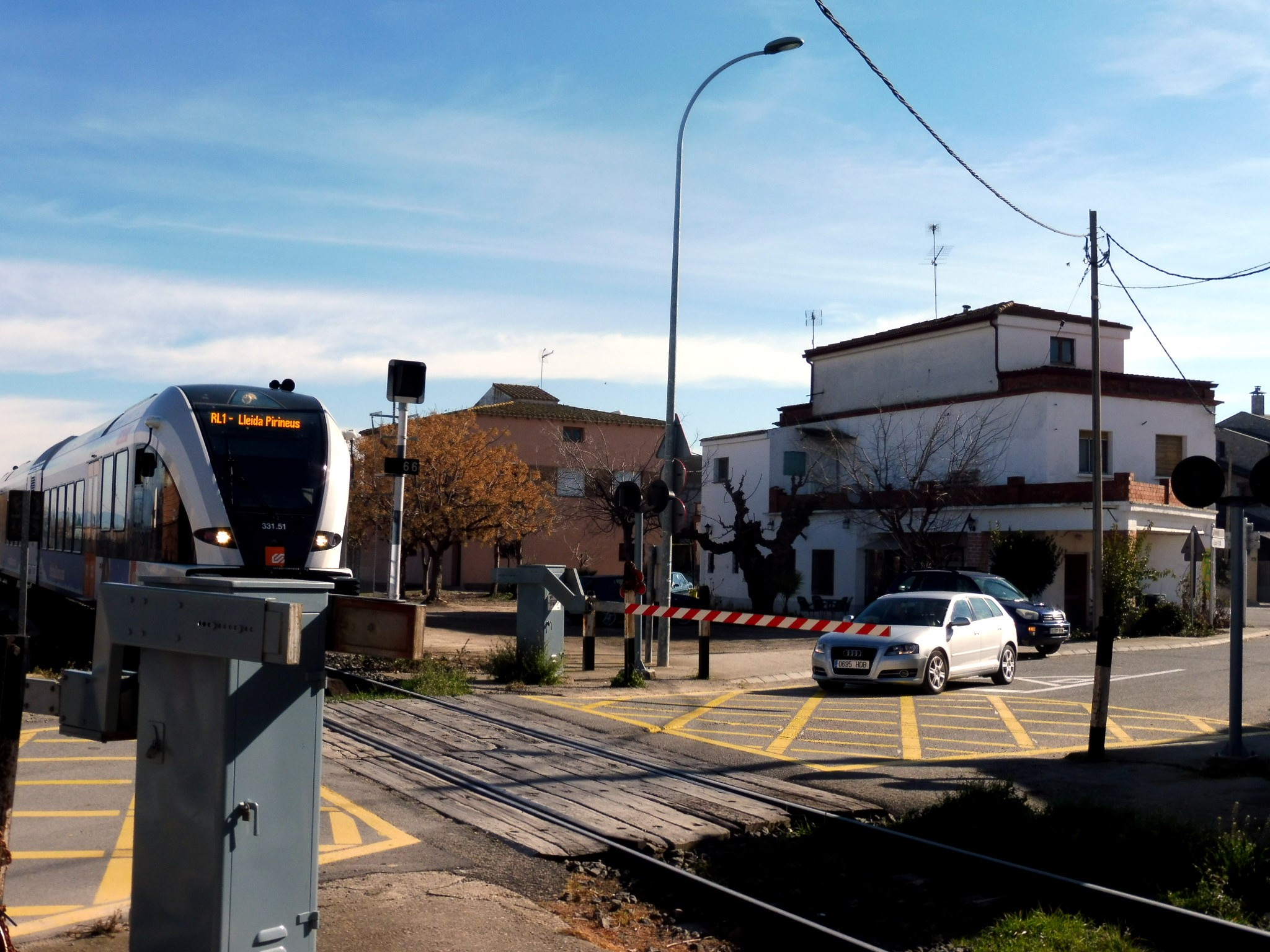
Unité 331.51 sur un passage à niveau, à Térmens.

### Rénovation
En juin 2012, la Généralité de Catalogne approuva l'achat de deux trains pour la ligne pour un coût de 9,4 millions d'euros. Ce sont deux unités d'un modèle à écartement ibérique existant déjà sur le marché qui permet plusieurs configurations en fonction de la demande. Avec cette acquisition, il est prévu que FGC ou un opérateur privé gère directement la ligne sans rompre le contrat avec la Renfe.
Les deux nouvelles unités de série 331 ont été présentées au public le 16 janvier 2016 par l'ancien président de la Généralité, Carles Puigdemont, et l'ancien conseiller de Territori i Sostenibilitat, Josep Rull, aux dépôts de Pla de la Vilanoveta. Au cours des mois suivants, leurs circulations sur le réseau RFIG jusqu'à la gare de Lérida Pyrénées ont été approuvées.
Le 25 juillet 2016, les 2 nouveaux trains de la série 331 de FGC sont entrés en service. Ils se substituent les trains de la Renfe qui ont été utilisés jusqu'alors avec une augmentation des services et une réduction de la durée du trajet d’environ 15 minutes sur l’ensemble du trajet. L’utilisation des nouvelles technologies a également été promue, comme le suivi des trains par satellites en temps réel et l’utilisation de drones pour contrôler les pentes.
Le 13 janvier 2018, les services entre Lérida et Balaguer ont été baptisés RL1, tandis que ceux qui vont jusqu'à La Pobla de Segur sont nommés RL2. Le même jour, 5 gares sont devenues des arrêts facultatifs.

## Lignes
| Réseau   | Ligne | Trajet                              |
| Rodalia  |       | Lérida Pyrénées - Balaguer          |
| Régional |       | Lérida Pyrénées - La Pobla de Segur |

## Gares

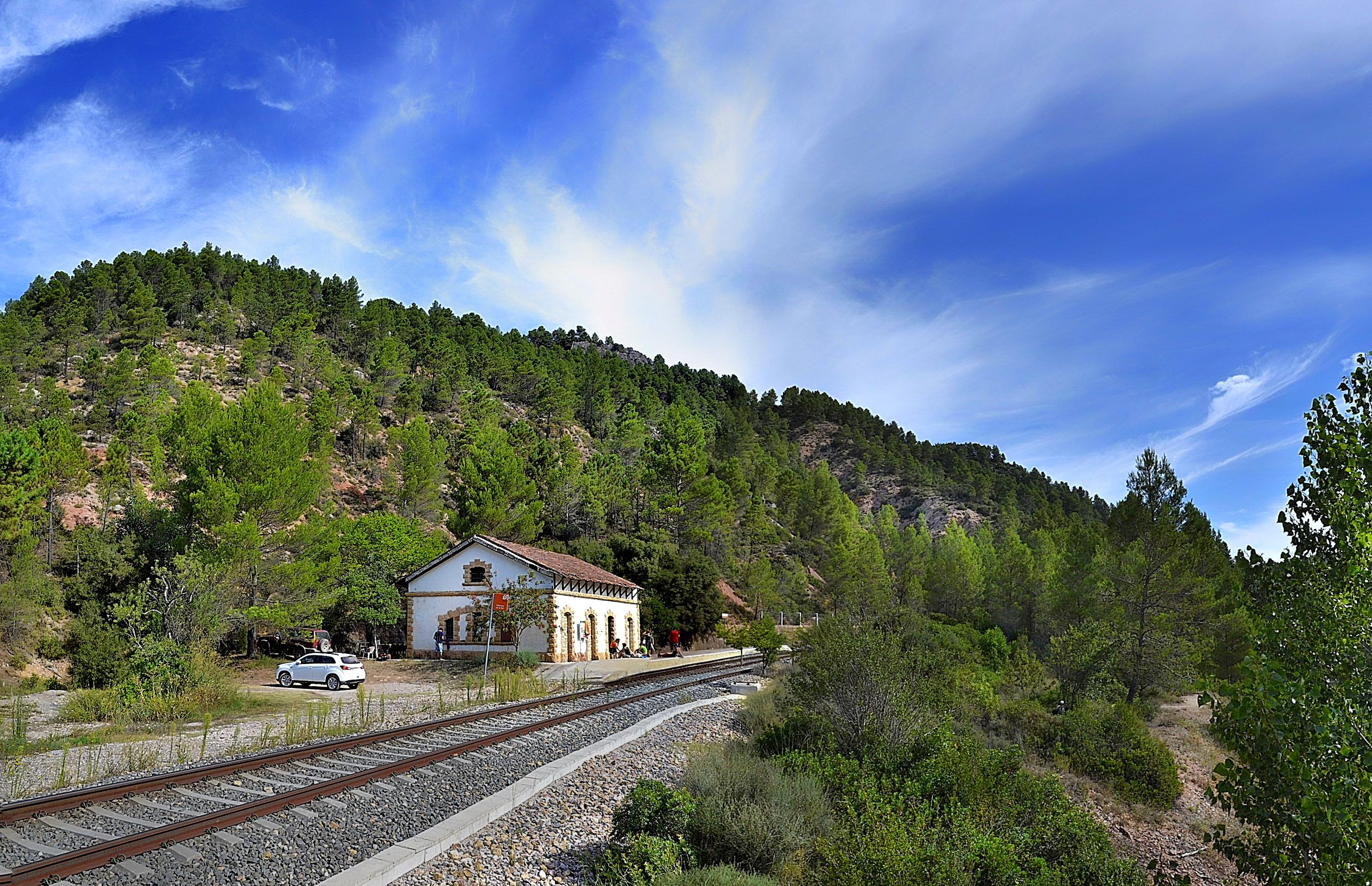
La gare de Vilanova de la Sal est un arrêt facultatif.

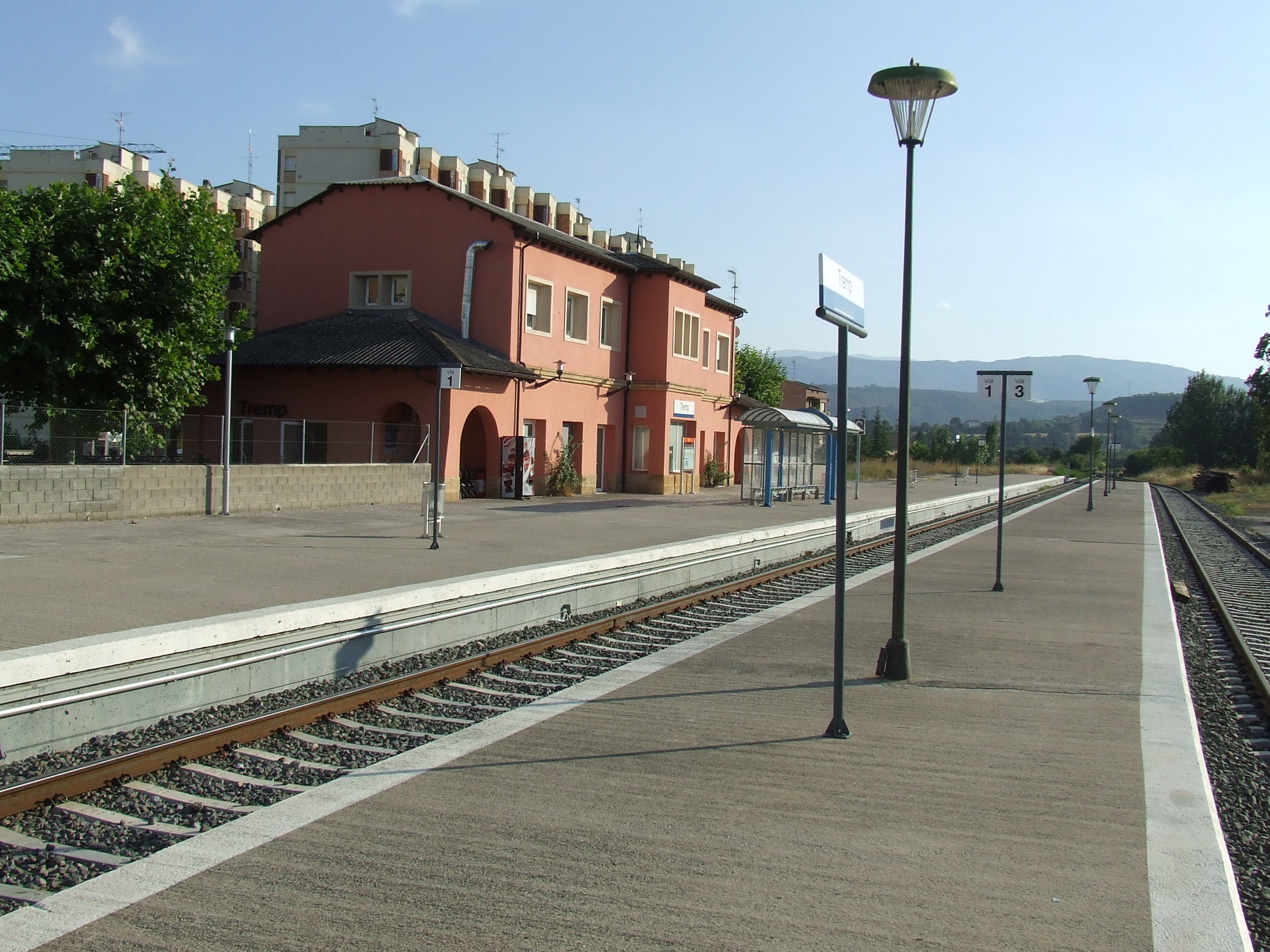
La gare de Tremp est un arrêt obligatoire.

La ligne possède 17 arrêts. Il y a des bureaux de vente de billets qu'à Lérida et Balaguer.
- Lérida Pyrénées
- Alcoletge*
- Vilanova de la Barca
- Térmens
- Vallfogona de Balaguer*
- Balaguer
- Gerb*
- Sant Llorenç de Montgai*
- Santa Linya*
- Vilanova de la Sal*
- Àger*
- Cellers-Llimiana*
- Guàrdia de Tremp*
- Palau de Noguera*
- Tremp
- Salàs de Pallars*
- La Pobla de Segur

*Sont des arrêts facultatifs ou à demande. C'est-à-dire, il faut appuyer sur le bouton d'arrêt du train ou de la gare en question.

## Caractéristiques techniques
- Longueur : 89,35 km de voie, non électrifiée.
- Écartement de voie : ibérique (1 668 mm).
- Nombre de trains : 2.
- Revenus : 490 000€ (2008), 750 000€ (2016)[21].
- Ponctualité : 99,35% (2016).
- Gares : 17.
- Tunnels : 41.
- Tunnel le plus long : Palau, avec 3 499 m sous la Serra del Mont-roig.
- Ponts : 31.
- Pont le plus long : pont sur la rivière Sègre à Balaguer, de 160 m.
- Passages à niveau : 21.
- Type de cantonnement: téléphonique.

| Numéro   | Nom                    | Longueur |
| -------- | ---------------------- | -------- |
| 1        | Sant Llorenç           | 307 m    |
| 2        | Vilanova de la Sal Ier | 196 m    |
| 3        | Coll del Porte         | 3 495 m  |
| 4        | Vilanova de la Sal IIe | 141 m    |
| 5        | Sant Llorenç II        | 159 m    |
| 6        | Santa Linya I          | 1 022 m  |
| 7        | Santa Linya II         | 551 m    |
| 8        | Santa Linya III        | 137 m    |
| 9        | Santa Linya IV         | 113 m    |
| 10-11-12 | Artificial             | 1 348 m  |
| 13       | Àger                   | 495 m    |
| 14       | Monlus                 | 237 m    |
| 15       | Calandra               | 54 m     |
| 16       | Vallesas               | 33 m     |
| 17       | Àger II                | 135 m    |
| 18       | Zoològic               | 116 m    |
| 19       | Del Pi                 | 285 m    |
| 20       | Les Salines            | 119 m    |
| 21       | Baldria                | 108 m    |
| 21 bis   | Del Perdut             | 143 m    |
| 22       | Saliso                 | 79 m     |
| 23       | Pont                   | 54 m     |
| 24       | Coberto                | 223 m    |
| 25       | Àger III               | 30 m     |
| 26       | Del Gall               | 28 m     |
| 27       | De la Jalana           | 323 m    |
| 28       | Ponsa                  | 172 m    |
| 29       | Mito                   | 144 m    |
| 30       | Del Fato               | 42 m     |
| 31       | Moranes                | 433 m    |
| 32       | Del Bosc               | 226 m    |
| 33       | Barcedana              | 233 m    |
| 34       | Barrinet               | 524 m    |
| 35       | Callers                | 38 m     |
| 36       | Talarn                 | 602 m    |
| 37       | Feixans                | 415 m    |
| 38       | Dels Homes Morts       | 786 m    |
| 39       | Sant Antoni            | 421 m    |
| 40       | De Solana              | 421 m    |
| 41       | Salàs                  | 175 m    |

## Matériel roulant

### Trains diesel

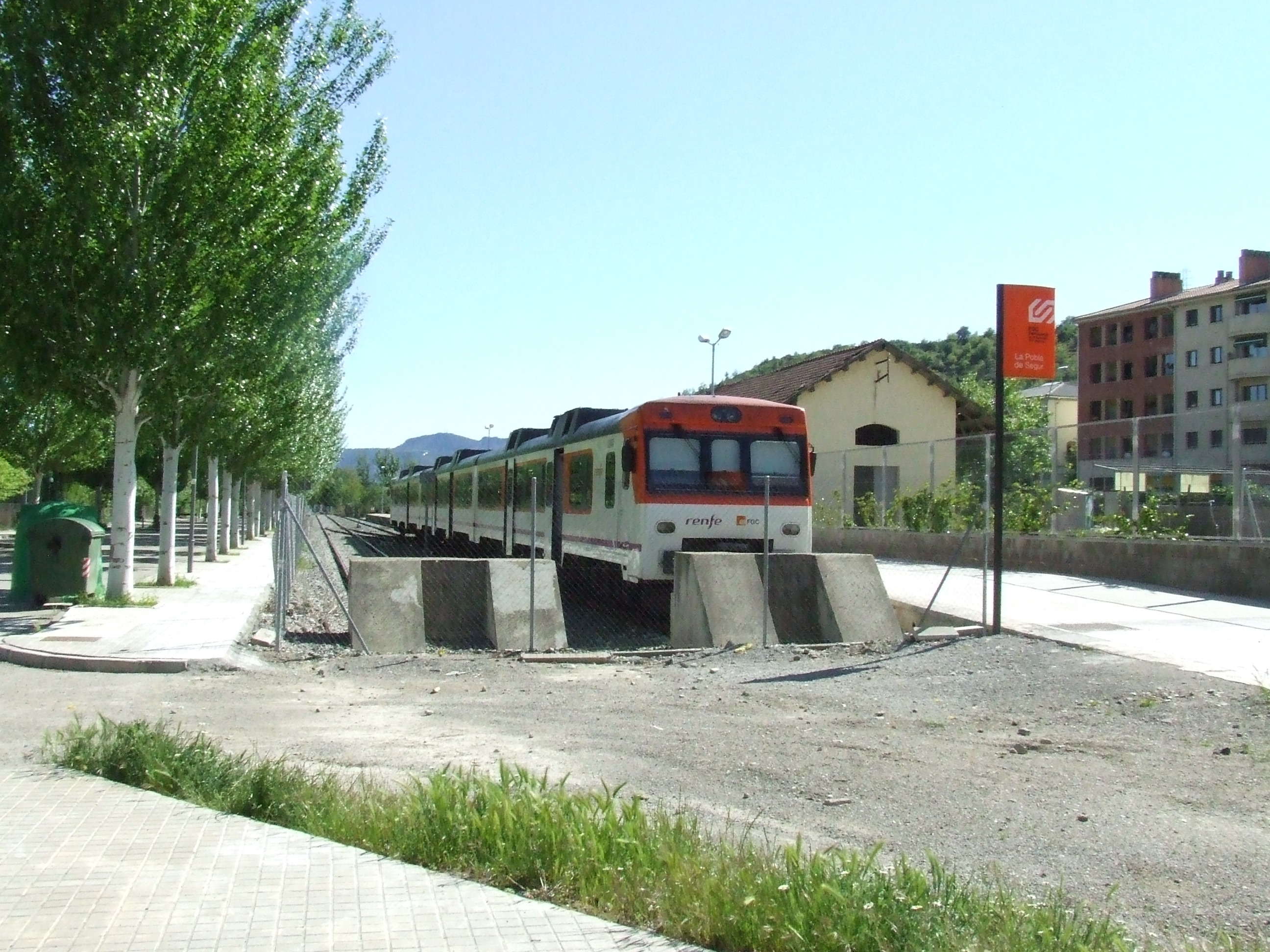
Unité 592.2 stationnée en gare de La Pobla de Segur.

Le service régulier de la ligne est réalisé avec le matériel diesel suivant :
- 2 unités de la série 331 de FGC Ces unités constituent les premiers trains fabriqués sous commande de FGC spécifiquement pour cette ligne, elles ont été fabriquées par la société suisse Stadler. Elles disposent d'une capacité de 201 passagers, avec 104 sièges distribués dans deux voitures et peuvent atteindre une vitesse maximale de 120 km/h.

- Une troisième unité GTW, 331.03/331.53, avait été commandée en 2019, pour la somme de 6.4 millions d'Euros et livrée le 22 mars 2022. Elle a une puissance de 600 kW, pour une vitesse de 120 km/h[23].

### Trains touristiques

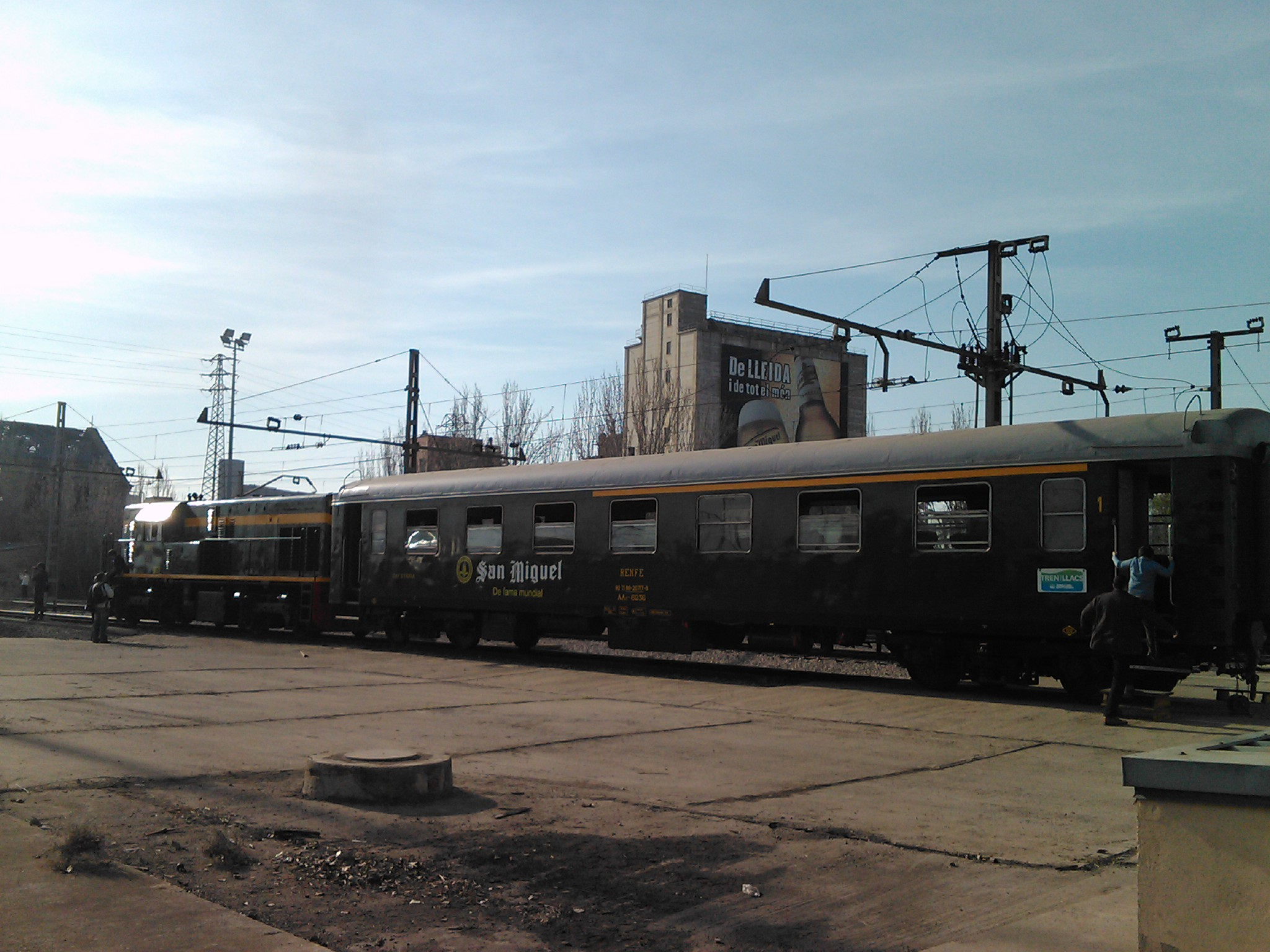
El Tren dels Llacs avec une locomotive "yeye".

L'Association pour la reconstruction de matériel ferroviaire organise des circulations spéciales avec des trains classiques:
- Locomotives diesel : 10.817, 10.820 et 10.838 populairement connues sous le nom de "yeye's".
- Locomotive à vapeur : 282F-0421, populairement connue sous le nom de "garrafetes".

### Matériel retiré
Les unités de la Renfe qui ont cessé de circuler sur la ligne.
- Unités 593, populairement connues comme "camells". Disposaient de 228 sièges distribués dans trois voitures et pouvaient atteindre une vitesse maximale de 120 km/h. Trois de ces unités assuraient le service de la ligne entre les années 1980 et 2006. Renfe retira cette série de son parc mobile, détruisant les trains existants ou les réformant. En fait, les unités 596 "tamagotxis" ne sont qu'une modification des 593 en utilisant uniquement les wagons moteurs (réduisant ainsi le nombre de places mais améliorant l’efficacité sur des lignes à faible fréquentation comme celle-ci).
- Unités 592.2, populairement connues comme "supermans". Disposaient de 200 sièges distribués dans trois voitures et pouvaient atteindre une vitesse maximale de 140 km/h.
- Unités 596, populairement connues comme "tamagotxis". Disposaient de 56 sièges distribués dans une seule voiture et pouvaient atteindre une vitesse maximale de 120 km/h.

## Fréquentation
La fréquentation totale de la ligne pendant les dernières années est la suivante:
| Année | Passagers |
| ----- | --------- |
| 1985  | 450 000   |
| 1998  | 121 626   |
| 1999  | 104 875   |
| 2000  | 90 017    |
| 2001  | 91 708    |
| 2002  | 105 233   |
| 2003  | 117 000   |
| 2004  | 117 467   |
| 2005* | 138 544   |
| 2006* | 204 940   |
| 2007  | 244 334   |
| 2008  | 256 745   |
| 2009  | 239 192   |
| 2010  | 226 961   |
| 2011  | 224 600   |
| 2012  | 97 023    |
| 2013  | 72 650    |
| 2014  | 66 883    |
| 2015  | 60 205    |
| 2016  | 111 241   |
| 2017  | 191 421   |
| 2018  | 220 700   |

*Le tronçon Balaguer - La Pobla de Segur était fermé pour cause de travaux entre juin 2005 et juin 2006.
Dans le mémoire annuel de FGC de 2016, le nombre de voyages réalisés en 2016 selon la gare d'origine est :
| Gare d'origine          | Voyages effectués |
| ----------------------- | ----------------- |
| Lérida Pyrénées         | 41 990            |
| Alcoletge               | 2 227             |
| Vilanova de la Barca    | 4 628             |
| Thermoms                | 6 385             |
| Vallfogona de Balaguer  | 1 497             |
| Balaguer                | 36 385            |
| Gerb                    | 353               |
| Sant Llorenç de Montgai | 1 778             |
| Vilanova de la Sal      | 170               |
| Santa Linya             | 134               |
| Àger                    | 754               |
| Cellers-Llimiana        | 749               |
| Guàrdia de Tremp        | 227               |
| Palau de Noguera        | 44                |
| Tremp                   | 6 128             |
| Salàs de Pallars        | 422               |
| La Pobla de Segur       | 7 370             |
| Total                   | 111 241           |

## Projets
FGC a annoncé l’acquisition d’une troisième unité de série 331 qui sera prête d’ici 2020 pour gagner en fiabilité. Le service est actuellement assuré par les unités 331.01 et 331.02. La construction de la gare de Poligon Industrial el Segre est en projet. Elle est située dans la zone industrielle du même nom, dans la périphérie de Lérida.
La création du noyau ferroviaire de Rodalies de l'aire de Lérida, envisagée dans le Pla de transport de viatgers de Catalunya (2008-2012), constitue un engagement en faveur de l'inclusion du tronçon entre Lérida et Balaguer et de son autonomisation.
Sur le long terme, la possible extension de la ligne vers Sort (d'où elle pourrait aller à Esterri d'Àneu voire plus hypothétiquement en France) ou à la Seu d'Urgell et en Andorre a été étudiée,. Un itinéraire qui pourrait nécessiter un tunnel de 20 km.